# 공공 데이터 개방
공공 데이터 개방이 전세계적으로 적극 확산됨으로써 국가 전체 및 지역에서 보건, 교육, 수송, 보안, 환경 등 분야의 공공서비스가 변화하고 있다. 공공부문에서 매일의 업무를 통해 만들어낸 수많은 데이터를 기업체와 시민이 이용, 접근, 재사용 가능하게 함으로써 정부는 신뢰성과 투명성을 향상시키고 새로운 창업 기회를 창출하며 국민 참여 및 국민의 의사결정에 더 많은 도움을 줄 수 있다.

## 오픈 데이터 헌장
2013년도에는 G8 국가들이 처음으로 정부 공공데이터 개방 전략 실행을 도와주기 국제협약을 맺었다. 이는 G8 오픈데이터 헌장(Open Data Charter)으로 다음 다섯 가지 원칙을 규정했다.
1. 공공데이터를 개방한다.
2. 데이터의 품질과 양을 중요시한다.
3. 모두가 사용할 수 있다.
4. 거버넌스 개선을 위해 데이터를 개방한다.
5. 혁신을 위해 데이터를 개방한다.

## 연혁
대한민국의 공공데이터 개방은 2013년 《공공데이터 제공 및 이용활성화에 관한 법》 제정 및 시행을 기점으로 행정안전부를 주축으로 시행된 정책이다. 공공데이터 개방을 진행하는 추진체계로는 공공데이터전략위원회, 행정안전부(총괄기관), 한국정보화진흥원(운영지원), 공공데이터제공분쟁조정위원회(분쟁조정), 공공데이터제공책임관(각 기관별 담당자)로 구성되어있다.

## 공공데이터 개방 사례
- 공공데이터에 대한 전세계적 개방 추이에 따라, 대한민국 국무총리 소속 공공데이터전략위원회에서는 고수요·고가치·대용량의 36대 주요 데이터를 국가 중점개방 데이터로 선정하여, 개방계획을 수립(2014.12.30)했다.[출처 필요]
- 서울 열린 데이터 광장 : 서울시가 데이터 시각화 솔루션인 DAISY를 도입하여 공공데이터를 시민들이 쉽게 활용할 수 있도록 시각화 서비스를 오픈함

## 참조
- OECD ‘Government at a Glance 2015’